# José Luis Talamillo
José Luis Talamillo Huidobro, nacido el 6 de julio de 1933 en Burgos, fue un ciclista profesional español, fallecido el día 31 de diciembre de 1965, víctima de un atropello mientras entrenaba en la carretera N-120, cerca de la capital burgalesa.
Fue ciclista profesional desde 1956 hasta 1965, destacando por sus victorias en seis ediciones del Campeonato de España de Ciclocrós, siendo el gran dominador en su época dentro de España. Siendo también de destacar que en 1964 se proclamó Subcampeón de España de Fondo en Carretera y que en la edición de la Vuelta a España 1961 portó durante dos etapas el maillot de líder.
En el año 2001 se inauguró en su ciudad natal en su honor un polideportivo con su nombre, con un aforo de 800 espectadores. En 2013 se inauguró en el Bulevar del Ferrocarril una escultura en su honor.

## Palmarés
| 1956 - 3.º en el Campeonato de España de Ciclocrós 1957 - Bilbao 1958 - Campeonato de España de Ciclocrós - G.P. Mugica - 1 etapa de la Vuelta a La Rioja - Udondo 1959 - Campeonato de España de Ciclocrós - G.P. Mugica - GP Villafranca de Ordizia - Iurreta 1960 - Campeonato de España de Ciclocrós | 1961 - Aragón - 2.º en el Campeonato de España de Ciclocrós 1962 - Campeonato de España de Ciclocrós - 1 etapa de la Vuelta a La Rioja 1963 - Campeonato de España de Ciclocrós 1964 - 2.º en el Campeonato de España en Ruta - 2.º en el Campeonato de España de Ciclocrós 1965 - Campeonato de España de Ciclocrós - Semana Catalana |

## Equipos

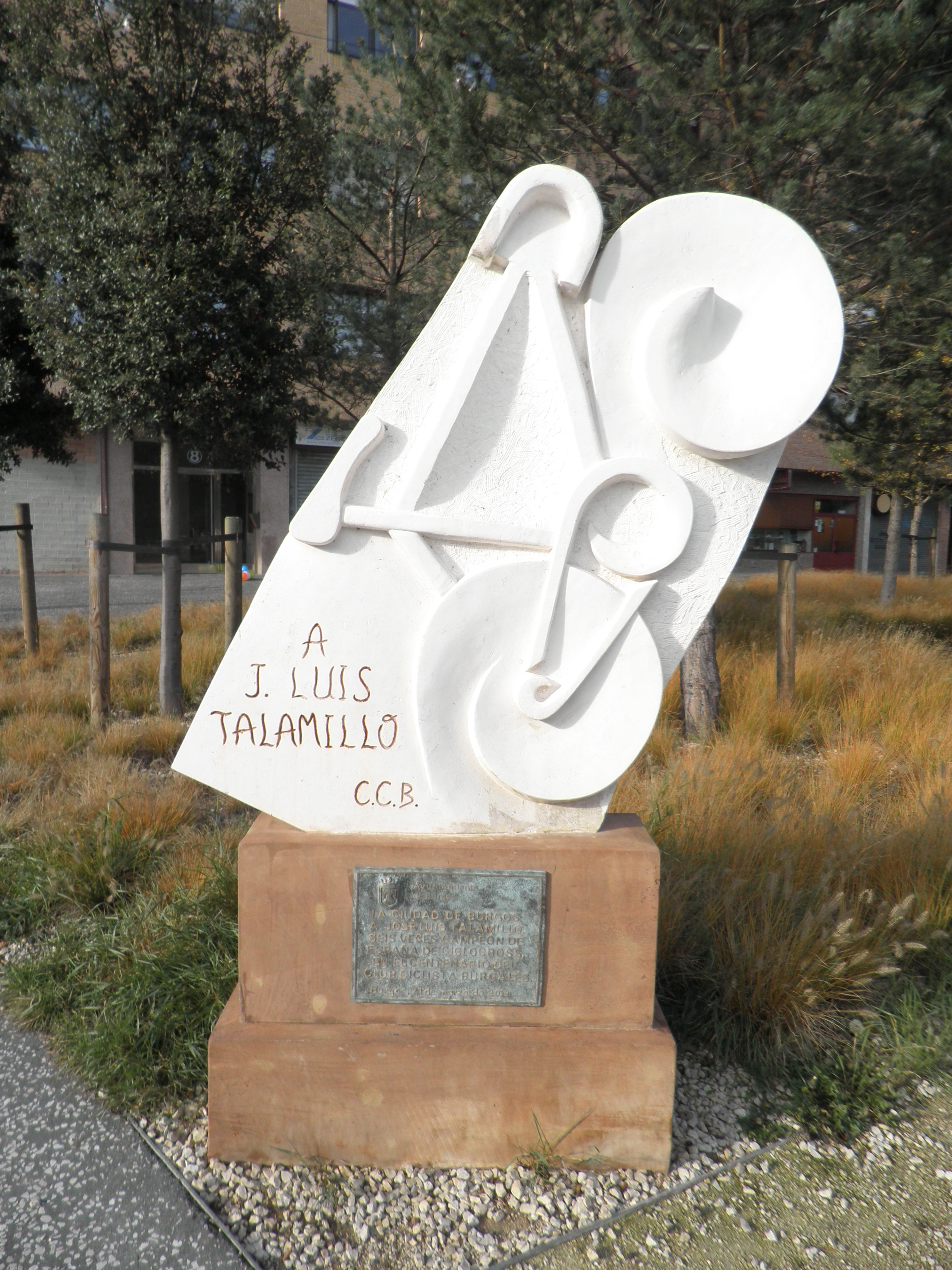
Monumento a José Luis Talamillo en Burgos.

- Independiente (1956)
- Boxing Club (1957-1959)
- Brandy Majestad (1960)
- Catigene (1961)
- Gorbea (1962)
- Ferrys (1963-1964)
- Olsa (1965)